# استهداف الطواقم الطبية خلال الحرب الفلسطينية الإسرائيلية (2023 –الآن)
منذ بداية عملية طوفان الأقصى، ومع بداية يوم الأحد 8 أكتوبر/ تشرين الأول 2023، قامت الطائرات الإسرائيلية باستهداف المسعفين وسيارات الإسعاف بشكل مباشر. وخلال الحرب، قُتل أكثر من 340 عامل صحي وأصيب 900 بجروح، فيما تواصل اعتقال 100 طبيب وعامل في القطاع الصحي، خلال هجمات على المرافق الطبية ووسائل النقل الطبي. وكافة هذه الهجمات نفذتها القوات الإسرائيلية ضد الفلسطينيين.
حتى نهاية تشرين ثاني نوفمبر 2023، وثقت منظمة الصحة العالمية وقوع 427 هجمة صحية في قطاع غزة أدت إلى مقتل وإصابة العاملين في مجال الرعاية الصحية أثناء أدائهم لواجبهم.

## الخلفية
إن مقتل المسعفين في قطاع غزة على يد إسرائيل هو موضوع متكرر وخاصةً في الحروب. فقد قصفت الطائرات الإسرائيلية بصاروخ واحد على الأقل عند حوالي الساعة 1:50 من فجر يوم الأربعاء الموافق 2008/12/31 سيارة إسعاف يستقلها طاقم مؤلف من ثلاثة أفراد وهم: الدكتور إيهاب عمر المدهون (33 عاماً) وهو مدير عيادة الزيتون في مدينة غزة، والمسعف محمد سعيد أبو حصيرة (30 عاماً)، والسائق حشمت عجور (30 عاماً)، وأُعلن عن استشهادهم فوراً. وخلال عام 2019 م استُهدفت المسعفة والممرضة رزان النجار برصاص قناص إسرائيلي مما أدى إلى وفاتها مباشرة.

## استهداف المسعفين فيعملية طوفان الأقصى
قُتل أربعة مسعفين يعملون في جمعية الهلال الأحمر الفلسطيني في يوم الأربعاء 11 أكتوبر/ تشرين الأول 2023، وذلك بعد قصف إسرائيلي استهدف مركبة الإسعاف التي يستقلونها في شمال قطاع غزة فيما قُتل رابع شرقا، وفق ما أعلنت الجمعية في بيانين منفصلين.
وقالت جمعية الهلال الأحمر الفلسطيني في بيان:

## استهداف العاملين في القطاع الصحي
بحلول 16 نوفمبر أُفيد بأن أكثر من 200 عمال في قطاع الرعاية الصحية قتلوا في غزة منذ بداية الحرب وأصيب 130 آخرون وفقًا لوزارة الصحة الفلسطينية. وقد قُتل بعضهم أثناء قيامهم بمساعدة المرضى في المستشفيات أو في سيارات الإسعاف أو على مرمى القنابل، بينما قتل آخرون وهم في منازلهم.
في يوم السبت 14 تشرين الأول/أكتوبر، ووفقا لبيان أدلى به جوستين ويلبي، رئيس أساقفة كانتربري، ألحق صاروخ إسرائيلي أضرارًا بالطابقين العلويين من مركز علاج السرطان الذي يضم عنبري التصوير بالموجات فوق الصوتية والتصوير الشعاعي للثدي بالمستشفى الأهلي العربي، وهو مستشفى يضم 80 سريرًا في مدينة غزة. مما أدى إلى إصابة أربعة موظفين بجروح. ووقع انفجار آخر في موقف للسيارات في الفناء الساعة 59/6 بالتوقيت المحلي، مما أدى إلى مقتل نحو 471 شخصًا حسب التقديرات.
أدانت منظمة الصحة العالمية بشدة أوامر إسرائيل المتكررة بإخلاء مستشفى العودة في شمال غزة ووصفته بأنه حكم بالإعدام على المرضى والجرحى. بما أن أكثر من 2000 مريض أُجبروا على الانتقال إلى جنوب غزة، مما قد يتسبب في تفاقم الأزمة الإنسانية في غزة. وفي 13 كانون الأول/ديسمبر، أفادت جمعية اليعاقبة بأن 240 شخصًا قد حوصروا في مستشفى العودة، محاطين بالقناصة الإسرائيليين، دون ماء نقي ويعيشون على وجبة واحدة في اليوم من الخبز أو الأرز.
وأفاد مدير مستشفى العودة بأنه تم استهداف 3 أطباء واثنين من المسعفين وقتلهم بشكل مباشر من طرف إسرائيل. وذكر أحد العاملين في المستشفى أن القناصة الإسرائيليين أطلقوا النار على مواطنة حامل في المستشفى، وذكر مدير مراقبة المستشفى أن ممرضة قتلت على يد قناص إسرائيلي في الطابق الرابع من المستشفى عبر النافذة.
قُتل ثلاثة من الأطباء العاملين مع منظمة أطباء بلا حدود في مدينة غزة. وأفادت جمعية الهلال الأحمر الفلسطيني بأن القوات الإسرائيلية استهدفت سيارة إسعاف في شمال قطاع غزة، مما أسفر عن مقتل ثلاثة من العاملين الطبيين. ووثّقت منظمة الصحة العالمية أيضًا 37 هجومًا على مرافق صحية وسيارات إسعاف، أودى بحياة ستة أطباء. بالإضافة إلى 30 حادثة عنف ضد المرافق الصحية وسيارات الإسعاف والعاملين الصحيين في غزة أدت إلى تدهور الأحوال المعيشية وإمكانية الحصول على الرعاية الصحية. وفي 3 شباط/فبراير، ذكر الهلال الأحمر أنه دفن ثلاثة من موظفيه بعد أسبوعين من الهجمات الإسرائيلية على مستشفى الأمل. كما أعلن أيضًا في 8 فبراير/شباط 2024 عن مقتل مسعف واحد وإصابة اثنن آخرين أثناء قيامهم بعملهم في مدينة غزة وبذلك يرتفع عدد القتلى من الهلال الأحمر أثناء قيامهم بعملهم منذ بداية الحرب على غزة إلى 12 شخصًا، حسب ما ذكرته جمعية الهلال الأحمر الفلسطيني.
في 11 يناير 2024 شن الجيش الإسرائيلي غارات في مدينة حنين واستهدف مركز الطوارئ التابع للجنة الصحة الإسلامية التي يدعمها حزب الله. وأسفر الهجوم عن مقتل عاملين من قوة الإنقاذ وسقوط عدد من الجرحى وتدمير سيارة إسعاف.

## موظفين الأمم المتحدة
وكانت الحرب هي الأكثر دموية على الإطلاق بالنسبة لموظفي الأمم المتحدة، حيث قُتل ما لا يقل عن 88 شخصًا يعملون لدى الأونروا، وذلك منذ 7 أكتوبر/تشرين الأول. قال الأمين العام للأمم المتحدة أنطونيو غوتيريش، إنه لم يتسبب أي صراع آخر في إلحاق هذا القدر من الضرر بموظفي الأمم المتحدة. وقد ارتفع العدد الإجمالي لموظفي الأونروا الذين قتلوا في وقت لاحق إلى 136.

## ردود الفعل الدولية
- دعت منظمات الإغاثة إلى اتخاذ إجراءات عاجلة لوقف الهجمات على مرافق الرعاية الصحية في غزة.[27]
- أقيمت مواكب في جميع أنحاء المملكة المتحدة لتكريم العاملين في مجال الرعاية الصحية الذين قتلوا في غزة خلال الصراع الإسرائيلي الفلسطيني.[28]
- شارك العاملون في مجال الرعاية الصحية من جميع أنحاء المملكة المتحدة في مسيرة صامتة عبر جسر وستمنستر للمطالبة بحماية العاملين الطبيين الفلسطينيين الذين استهدفتهم القوات الإسرائيلية في غزة، والذين قتلوا في العدوان الإسرائيلي. تم تنفيذ وقفة حداد، وتمت الدعوة إلى وقف إطلاق النار.[29]
- في 10 نوفمبر 2023، احتج العاملون في مجال الرعاية الصحية البريطانيون خارج داونينج ستريت تخليدًا لذكرى ما يقرب من 200 طبيب ماتوا خلال الحرب. تم تنظيم الوقفة الاحتجاجية لحث ريشي سوناك على وقف فوري لإطلاق النار. وحمل العديد من العاملين في المستشفى 189 لافتة مميزة، تحمل كل منها اسم أخصائي الرعاية الصحية الذي فقد حياته في غزة. والتزموا دقيقة صمت، تلوا بعدها أسماء زملائهم الذين سقطوا في غزة، أعقبها دعوة جماعية لوقف فوري لإطلاق النار.[30]
- في 10 كانون الأول (ديسمبر) 2023، سار مئات الأطباء والطواقم الطبية في كراتشي، باكستان لتكريم نظرائهم الفلسطينيين. وقد أطلق على هذا الحدث اسم "مسيرة المعاطف البيضاء". وردد المتظاهرون شعارات "فلسطين حرة" و"لبيك يا غزة".[31]